# Lophocorona astiptica
Lophocorona astiptica är en fjärilsart som beskrevs av Ralph S. Common 1973. Lophocorona astiptica ingår i släktet Lophocorona och familjen Lophocoronidae. Inga underarter finns listade i Catalogue of Life.